# فيارني سيغوردسون
فيارني سيغوردسون هو لاعب كرة قدم آيسلندي في مركز حراسة المرمى، ولد في 16 أكتوبر 1960 في آيسلندا. شارك مع منتخب آيسلندا تحت 17 سنة لكرة القدم ومنتخب آيسلندا تحت 19 سنة لكرة القدم ومنتخب آيسلندا تحت 21 سنة لكرة القدم ومنتخب آيسلندا لكرة القدم. أما مع النوادي، فقد لعب مع ابروتاباندلاج أكرانيس وستيارنان ونادي بران ونادي فالور.

## وصلات خارجية
- فيارني سيغوردسون على موقع قاعدة بيانات كرة القدم.إي يو (الإنجليزية)
- فيارني سيغوردسون على موقع ناشيونال فوتبول تيمز (الإنجليزية)